# 福井放送
福井放送株式會社（日语：／ Fukui Hōsō */?），通稱福井放送，簡稱FBC，是日本的一家以福井縣為播出範圍的廣電兼營台，也是福井縣唯一的廣電兼營台和第一家民營電視台。福井放送的廣播服務開始於1952年7月20日，為JRN和NRN聯播網成員，識別呼號是JOPR。電視服務開始於1960年6月1日，為日本電視台系列聯播網NNN、NNS及朝日電視台系列聯播網ANN聯播網成員（跨網台），識別呼號是JOPR-DTV，遙控器號碼是7頻道。

## 資本構成
下表列出2016年3月31日時福井放送的主要股東:206：
| 資本金          | 發行股份總數 | 股東數 |
| --------------- | ------------ | ------ |
| 150,000,000日元 | 300,000股    | 279    |

| 股東         | 持股數    | 比例   |
| ------------ | --------- | ------ |
| 加藤大樓（加藤ビルディング） | 108,130股 | 36.00% |
| 日本電視台   | 027,813股 | 09.27% |
| 朝日新聞社   | 026,736股 | 08.91% |
| 北陸電力     | 008,000株 | 02.66% |

## 歷史
福井縣在1949年即出現申請設立民營電台的運動:35。1950年「電波三法」（《電波法》、《放送法》、《電波監理委員會設置法》）通過之後，福井放送在1951年4月21日獲得預備執照，成為日本最初獲得民營電台執照的16家公司之一:35。翌年3月6日，福井放送正式登記設立公司:37。1952年6月14日夜間11時30分，福井放送發射了試驗電波:38。7月17日，福井放送開始進行試播:38。7月20日，福井放送正式開播:39。開播翌年，福井放送和北陸放送及北日本放送共組北陸廣播聯盟，加強廣告營業:41。開播兩年半後，福井放送實現清零累積虧損:45-46。1957年11月，福井放送在小濱市設立放送局，播出範圍覆蓋了嶺南地區:47。
福井放送在1955年9月提出了電視執照申請:53，並在1957年10月22日獲得電視執照:54。福井放送本有意選擇東京電台電視台作為核心局，但因鄰縣石川縣已加入東京電台電視台的聯播網，福井放送在1960年決定選擇日本電視台作為核心局:56。1960年5月25日至5月31日，福井放送每日進行三次電視試播:56-57。6月1日，福井放送正式開始播出電視節目:56。1962年4月7日，位於福井站站前的福井放送會館竣工，成為福井放送新的辦公地點:59-60。1962年7月22日，福井放送開始播出彩色電視節目，並在1973年5月實現全部節目彩色化:78-79。福井放送在開播初期的自製節目以新聞和資訊節目為主，並在1965年獲得民放大會廣播報道和電視報道兩個部門的聯盟會長賞:65-66。1966年，福井放送加入NNN，當時負責福井縣及石川縣部分地區的新聞取材:66。1972年，福井放送已設有23個轉播站，電視訊號基本覆蓋福井全縣:76-77。
福井放送在1975年宣布將修建新總部，並於1980年開始動工:95。新總部FBC會館在1981年10月竣工。11月2日，福井放送廣播部門開始從新總部播出。11月16日，福井放送電視部門開始從新總部播出:96。FBC會館地上有4層，地下有1層，總樓面面積有10,852平方公尺，擁有福井縣最初的立體聲節目播出設施:96。福井放送和福井新聞社在1982年共同設立了福井文化中心，成為福井本地重要的文化設施:102-104。福井放送的營業額在1985年首次超過60億日元:111。同年福井放送導入了企業識別，啟用了第二代商標:111-112。1989年，福井放送導入了SNG車:124-125。
1994年，福井放送獲得收視率三冠王。至1999年，福井放送已連續6次獲得這一榮譽:195。福井放送在1995年加入了由日本海沿岸的NNN十個加盟台創建的日本海沿岸放送聯盟:161-163。1997年度，福井放送的營業額創下80.04億日元的記錄:239。2000年，福井放送開設了官方網站:192-194。
由於福井放送在1998年未能購買FBC會館的產權，因此於1999年決定在福井市大和田町修建自公司所有的總部大樓:241。福井放送現在的總部在2001年2月竣工，由戶田建設、木原建設、村中建設三家公司負責修建:243。建築有6層，高34.7公尺，總樓面面積11,140平方公尺:244。2006年5月1日，福井放送開始播出數位電視節目:245，並於2011年7月24日停止播出類比電視。2014年，福井放送啟用了新商標。

## 廣播部門
福井放送廣播部門在1965年加入了JRN:513，1968年加入了NRN聯播網:517。福井放送廣播部門現在的自製節目以帶狀資訊節目為主。2012年，福井放送廣播部門加入了網路電台服務radiko，聽眾在網上即能收聽福井放送的廣播節目。

## 電視部門
福井放送在開播初期的地方新聞時長只有5分。1982年開始，福井放送在平日傍晚播出30分的大型自製地方新聞節目《TODAY福井》，也是福井縣第一個大型地方新聞節目:104-107。福井放送現在在平日傍晚播出的帶狀資訊及新聞節目是自2010年開始播出的《ojamattere 廣角&新聞》。《交流若狹》是福井放送自1986年開始播出的長壽節目，由關西電力獨家贊助，在週日傍晚播出。《早晨了!快樂福井》（朝だよ!ハピネスふくい）是福井放送另一個在週日播出的自製資訊節目。

## 註释
1. ↑  「三冠」指全日（6:00-24:00）、黃金時間（19:00-22:00）、晚間時段（19:00-23:00）三個時段皆獲得收視率第一。

## 外部連結
- 官方網站 （页面存档备份，存于） - FBC-i【福井放送】
- FBC（福井放送）官方的X（前Twitter）
- FBC電台的X（前Twitter）
- 福井放送的官方YouTube頻道 （页面存档备份，存于）